# 利夫拉门图-德诺萨塞尼奥拉
利夫拉门图-德诺萨塞尼奥拉（葡萄牙語：Livramento de Nossa Senhora）是巴西巴伊亚州的一个市镇。总面积2267.021平方公里，总人口40709人，人口密度18人/平方公里。